# 저장 FC
저장 FC(중국어 간체자: 浙江职业足球俱乐部)는 중국 저장성 항저우시를 연고로 하는 축구 클럽으로 1998년 1월 14일에 창단하였으며 2023년 현재 중국 슈퍼리그에서 활동하고 있다.

## 역사
저장 FC는 시나 웨이보에서 1백만 명 이상의 팔로워를 기록한 최초의 중국 축구 구단으로 2009년 저장성 대신 항저우 시의 이름을 붙여 항저우 뤼청이라는 명칭을 사용하기 시작했고 이후 2018년 창단 20주년을 기념하며 구단명을 본래의 저장 뤼청으로 재변경했다.
2009 시즌 강등에 해당하는 15위의 성적을 거두었으나 같은 해 광저우 FC와 청두 톈청이 승부조작에 가담한 혐의로 강등 조치가 내려지면서 저장 FC의 중국 갑급리그 강등은 취소되었고 그 후 2010 시즌에는 4위를 거두며 2011년 AFC 챔피언스리그에도 참가했으나 6년 뒤인 2016 시즌에는 15위의 성적에 그치며 CSL 승격 10년만에 갑급리그로 강등당했다.
그러나 2021 시즌 갑급리그에서 3위로 승강 플레이오프에 오른 뒤 승강 플레이오프에서 칭다오 FC를 따돌리고 6년만에 CSL로 복귀했고 복귀하자마자 중국 슈퍼리그 2022 3위라는 저장 FC 구단 역사상 중국 최상위 리그 역대 최고 성적을 남기며 2011년 AFC 챔피언스리그 이후 2시즌 연속 아시아 축구 클럽 대항전 진출에 성공했으며 중국 FA컵에서도 준우승이라는 구단 역사상 리그 컵대회 최고 성적을 거두었다.

## 선수 명단

### 현역
2025년 4월 16일 기준

참고: FIFA 자격 규정에 따라 소속된 국가대표팀 국기를 표시합니다. 선수는 복수의 FIFA 비회원국 국적을 가지고 있을 수 있습니다.
| 번호 | 포지션 | 국적       | 이름                  |
| ---- | ------ | ---------- | --------------------- |
| 4    | DF     | 중국       | 순정아오              |
| 11   | MF     | 크로아티아 | 프랑코 안드리야세비치 |
| 16   | DF     | 중국       | 통레이                |
| 19   | FW     | 중국       | 동위                  |

| 번호 | 포지션 | 국적 | 이름   |
| ---- | ------ | ---- | ------ |
| 22   | MF     | 중국 | 청진   |
| 28   | DF     | 중국 | 위에신 |

## 역대 감독
| 감독            | 임기      |
| --------------- | --------- |
| 밥 호턴         | 2002~2003 |
| 오카다 다케시   | 2012~2013 |
| 필리프 트루시에 | 2015      |
| 홍명보          | 2016~2017 |
| 세르히 바르후안 | 2017~2019 |
| 조르디 비냘스   | 2021~2024 |
| 라울 카네다     | 2025~     |

## 역대 구단 명칭
- 2002 저장 뤼청 (浙江绿城, Zhejiang Greentown)
- 2003 저장 산화 뤼청 (浙江三花绿城, Zhejiang Sanhua Greentown)
- 2004 저장 뤼청 (浙江绿城, Zhejiang Greentown)
- 2006 저장 버베이 뤼청 (浙江巴贝绿城房产, Zhejiang Bebei Greentown Fangchan)
- 2007 저장 뤼청 팡찬 (浙江绿城房产, Zhejiang Greentown Fangchan)
- 2009 항저우 뤼청 (杭州绿城, Hangzhou Greentown)
- 2010 항처우 노벨 뤼청 (杭州诺贝尔绿城, Hangzhou Nobel Greentown)
- 2011 항저우 뤼청 (杭州绿城, Hangzhou Greentown)
- 2012 항저우 주하오 뤼청 (杭州九好绿城, Hangzhou 9Top Greentown)
- 2013 항저우 다이킨 뤼청 (杭州大金绿城, Hangzhou Daikin Greentown)
- 2014 항저우 뤼청 (杭州绿城, Hangzhou Greentown)
- 2018 저장 뤼청 (浙江绿城, Zhejiang Greentown)